# Brachycarenus tigrinus

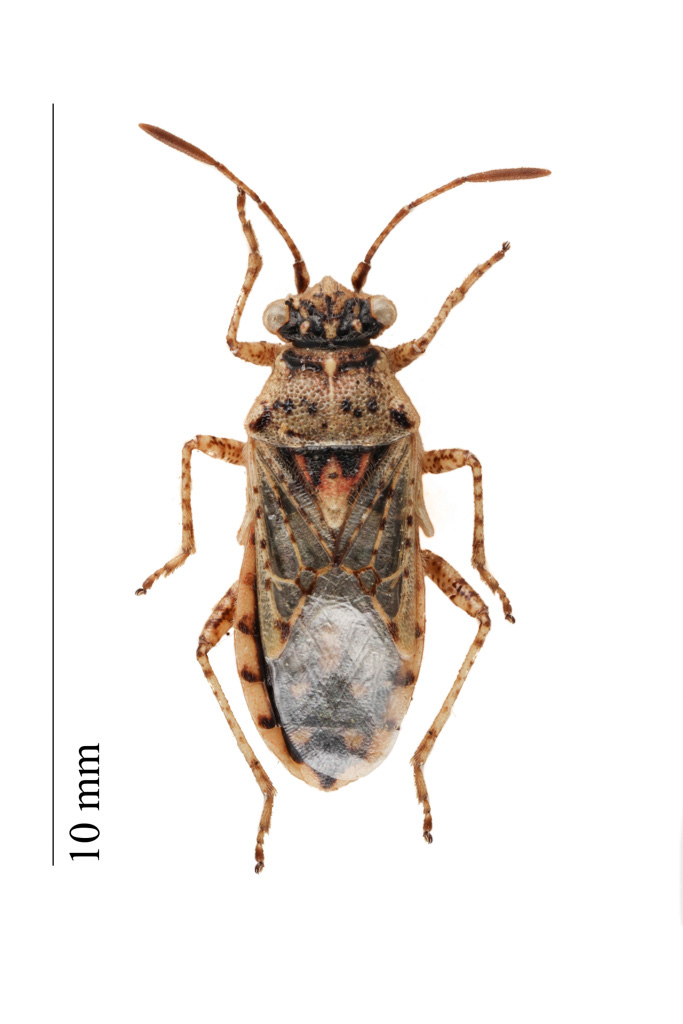
Präparat

Brachycarenus tigrinus, auch Gefleckte Glasflügelwanze genannt, ist eine Wanze aus der Familie der Glasflügelwanzen (Rhopalidae).

## Merkmale
Die Wanzen werden 6,2 bis 7,0 Millimeter lang. Sie haben eine strohgelbe Grundfarbe mit schwarzer Musterung. Diese findet sich auf dem Kopf vor allem um die Facettenaugen. Das Pronotum ist insbesondere an den hinteren Ecken schwarz gefleckt. Das Schildchen (Scutellum) ist basal schwarz gemustert. Der Kopf der Tiere ist kürzer und weniger stark zugespitzt wie bei den Vertretern der Gattungen Rhopalus und Stictopleurus.

## Verbreitung und Lebensraum
Die Art ist von Nordafrika über den Mittelmeerraum bis in den Süden Skandinaviens verbreitet. Östliche erstreckt sich ihre Verbreitung bis nach China. Die Art wurde in der zweiten Hälfte des 20. Jahrhunderts im östlichen Nordamerika eingeschleppt (frühester Nachweis: 1977 in New Jersey). In Deutschland ist die Art weit verbreitet, kommt aber in sehr unterschiedlichen Populationsdichten vor. Lokal kann sie häufig sein. In Großbritannien ist die Art erstmals 2003 in Battersea (London) nachgewiesen worden. Es folgten regelmäßig weitere Nachweise im Gebiet um die Themse-Mündung und Funde von Surrey und Oxfordshire. Besiedelt werden trockene und warme Lebensräume, insbesondere mit Sandböden, wie etwa auf Ruderal- und Brachflächen.

## Lebensweise
Die Tiere leben auf und unter verschiedenen krautigen Pflanzen. Sie saugen an auf den Boden gefallenen Samen. Die wichtigsten Nahrungspflanzen stammen aus der Familie der Kreuzblütler (Brassicaceae), wie etwa Alyssus, Graukressen (Berteroa), Sisyphium, Kressen (Lepidium), Hellerkräuter (Thlaspi), Biscutella, Hirtentäschel (Capsella) und andere. Es ist dokumentiert, dass die Imagines auch an Fuchsschwanzgewächsen (Chenopodiaceae), Hülsenfrüchtlern (Fabaceae) wie etwa Klee (Trifolium) und Korbblütlern (Asteraceae) wie etwa Artemisia saugen. Man hat Imagines auch unter Besenheide (Calluna) gefunden, wo die Tiere allerdings wohl nur überwinterten. Die adulten Tiere sind vor allem bei hohen Temperaturen sehr flugaktiv. Man findet sie bei der Suche nach geeigneten Überwinterungsorten auf diversen Pflanzen, einschließlich Nadelgehölzen und sie können dabei gelegentlich auch in Gebäude eindringen. Die Überwinterung erfolgt in der  Bodenstreu oder unter Pflanzenrosetten, etwa von Königskerzen (Verbascum). Pro Jahr tritt eine Generation auf, es wird jedoch vermutet, dass in günstigen Jahren zumindest im Süden Deutschlands auch eine zweite Generation ausgebildet wird. Die adulten Tiere der neuen Generation treten ab Juni auf.

## Belege